# 金漢
金漢（英語：Chin Han，1935年—），原名畢仁序，香港電影男演員，籍貫山東煙臺市。外形英俊，身形高大，和知名電影演員凌波為影圈中一對模範夫妻。

## 簡歷
金漢生于1935年，父親為在日華商代表孫進卿（本命畢世倫），母親苗月香與孩子常居香港。金漢為家中長子，下有2弟2妹。曾就讀僑光中學，新法書院。1960年8月，22歲的金漢就職洋行，在朋友慫恿下報考邵氏電影公司演員訓練班，於千名受試者中獲得錄取。入邵氏前兩年，先在林黛主演，岳楓執導的《燕子盜》（1961）擔任場記，於樂蒂主演的《原野奇俠傳》（1963）初登銀幕，以和凌波合作的《花木蘭》（1964）走紅，後與凌波相戀，於1966年結婚。1974年離開邵氏，和妻子凌波自組今日影業，赴臺灣拍戲。1988年移民加拿大。

## 演出作品

### 電影
| 年份   | 片名           | 角色   |
| 1964年 | 《花木蘭》     |        |
| 1964年 | 《雙鳯奇緣》   | 李如龍 |
| 1967年 | 《船》         |        |
| 1968年 | 《狂戀詩》     | 朱大偉 |
| 1970年 | 《十三太保》   | 李嗣源 |
| 1971年 | 《千萬人家》   |        |
| 1977年 | 《筧橋英烈傳》 | 劉粹剛 |

### 電視劇
- 1986年 《楊貴妃傳奇》唐玄宗
- 1988年  十月戲劇大展-反哺 鄭世熙

## 家庭
- 长子  畢國智，香港電影導演
- 次子  畢國勇，台灣歌手

## 外部連結
- 金漢在互联网电影资料库（IMDb）上的資料（英文）
- 在AllMovie上金漢的頁面（英文）
- 金漢在香港影庫上的簡介
- 金漢在豆瓣上的资料（简体中文）
- 金漢在时光网上的簡介（简体中文）